# Helpcode
Helpcode è un'organizzazione non-profit fondata a Genova nel 1988 che lavora per offrire istruzione ai bambini in diversi Paesi.

## Storia
Helpcode venne fondata a Genova nel 1988 da un gruppo di conoscenti che, dopo un viaggio in Mozambico, decisero di istituire un'organizzazione che provasse a rendere migliori le condizioni di vita dei bambini nel Paese, attraverso programmi di sostegno a distanza. Dopo le prime attività, negli anni successivi i progetti di Helpcode si sono estesi sia nel continente africano che al di fuori di esso.
Intorno al 2000 l’associazione ha avviato progetti anche in Italia, tra cui ricerche, collaborazioni con le scuole e campi estivi per ragazzi in condizioni di vulnerabilità. Nel 2014 al network dell'Organizzazione si è aggiunta Helpcode Svizzera, nel Cantone di Ginevra, che svolge principalmente attività di raccolta fondi a sostegno dei progetti Helpcode nel mondo. Dal 2023 l'organizzazione è partner del Premio Andersen, un riconoscimento italiano nel campo della letteratura per l'infanzia.
Nel 2024 il comico Edoardo Ferrario, concorrente classificatosi secondo alla quarta edizione del programma televisivo LOL - Chi ride è fuori, ha donato a Helpcode la sua vincita, grazie alla condivisione del premio da parte del vincitore Giorgio Panariello.

## Obiettivi
L'obiettivo dell'associazione è quella di sostenere l'istruzione, la formazione e l'educazione dei bambini in ogni parte del mondo. I principali progetti e interventi di Helpcode riguardano la costruzione e la manutenzione di scuole per garantire l'accesso all’istruzione primaria e secondaria dove queste non sono possibili, la formazione dei docenti, la distribuzione di pasti nelle mense scolastiche, il contrasto al maltrattamento minorile, alle discriminazioni e alla violenza di genere. Per raggiungere questi scopi Helpcode, negli anni, ha avviato progetti in Mozambico, Tunisia, Libia, Italia, Repubblica Democratica del Congo, Nepal, Cambogia, Yemen e Ucraina.